# Botou
Botou, tidigare känd som Potowchen, är en stad på häradsnivå i norra Kina, och är en del av Cangzhous stad på prefekturnivå i provinsen Hebei. Den ligger omkring 210 kilometer söder om huvudstaden Peking. Den har lite över en halv miljon invånare på en yta av 977 km². Ett äldre namn på staden är Bozhen.
Den kinesiske kommunistiske politikern Jia Qinglin kommer från staden.

## Demografi
| Område                         | Invånarantal 1 juli 1990 | Invånarantal 1 november 2000 |
| ------------------------------ | ------------------------ | ---------------------------- |
| Stad (de jure)                 | Ingen uppgift            | 547 242                      |
| Stad (de facto)                | 494 656                  | 550 888                      |
| Urban befolkning (de facto)    | 70 002                   | 165 892                      |
| ...varav centralort (de facto) | 54 628                   | Ingen uppgift                |